# 山中ありさ
山中 ありさ（やまなか ありさ、2001年11月17日 - ）は、日本のタレント。

## 来歴
0歳の頃から赤ちゃん雑誌のモデルを務める。幼少期からとにかく目立ちたがり屋で、幼稚園生の時はお遊戯会でトリオという楽器をソロで演奏したり、小学6年の時には応援団長をやったり、中学でも演劇で主役をやったりしていた。母親曰く、運動会や社会科見学の際の集合写真では常にセンターに写っていたという。
小学生の頃にスカウトされて事務所に入り、雑誌のモデルや『テストの花道』（NHK）で1年間レギュラー出演を務め、学業や部活のチアと両立して活動。
大学進学後は「MISS CIRCLE CONTEST 2021」で審査員特別賞を受賞、「ミス・ワールド・ジャパン2022」ではファイナリストに選ばれ、実行委員長賞・TOP10・SNS部門1位・TBSvoice賞に輝く。
2023年、Peel the Apple新メンバーオーディションのファイナリストになる。
ミスコンにも出ていた友達が何人か出演しており、第1回目の放送から全部見ていた上、フジコーズが秋元康プロデュースのユニットであるということに惹かれ、フジコーズの2期生募集オーディションに応募し、合格。2023年10月20日放送分より「オールナイトフジコ」（フジテレビ）に出演。出演初回の自己紹介の際に「芸能界のトップを目指しています」と語った。
2024年3月に明治学院大学を卒業。これを機に同年3月22日放送の「オールナイトフジコ」及び3月29日に開かれた番組イベント「フジコーズ卒業式2024」をもってフジコーズを卒業した。

## 人物
- 趣味は何でも写真に収めることで、携帯には1TBの容量に約15万枚の写真があるという。それとコスプレ
- 特技は手のクニョクニョ・軽い腹話術で4か国語・空手・片手側転・ロンダート・I字バランス・Y字バランス
- 好きな動物は犬・ハムスター・赤ちゃんパンダ・フクロウ・インコ・赤ちゃんライオン・ペンギン・ベトナムの猿
- 好きな食べ物はホールのアイスケーキ・玉ねぎ・ねぎ・もやし・コーン・メンマ・ひじき・切り干し大根・きんぴらごぼう・春巻き・しゅうまい・オムライス・きゅうり・レンコンなど
- 好きな色はピンクと白
- おすすめの本は『君の膵臓をたべたい』
- おすすめの映画は『君の膵臓をたべたい』と『グレイテスト・ショーマン』
- 好きな給食のメニューは雪見だいふくやきなこパンのような個数のもので、欠席等により余りが出た際のじゃんけん大会には必ず参加していた。
- 今ハマっているものは乃木坂46
- 一番の宝物は自分のことを好いてくれてる人[4]
- オールナイトフジコ卒業に伴う打ち上げの席で、佐久間宣行に「地球ってもうすぐ終わるんですよ」と熱弁したため、思わず引いたと佐久間が語っている。
- 好きな言葉は過去は変えられない未来は変えられる[5]

- 英検準2級、空手黒帯初段、そろばん暗算1級、ソーシャルマナー3級、姿勢検定5級の資格を持っている。
- 憧れの人は指原莉乃

## 出演

### テレビ
- テストの花道（2017年4月3日 - 2018年3月26日、NHK） - ゼミ生
- オールナイトフジコ（2023年10月20日 - 2024年3月23日、フジテレビ）- 大学卒業に伴い、フジコーズも卒業
- 2023 FNS歌謡祭 第2夜（2023年12月13日、フジテレビ）
- ハイティーン・バイブル（2024年5月13日 - 、ABEMA）[6]

### YouTube
- 【顔面パイ】フジコーズがやってきた！ラフラフと顔面じゃんパイ対決！【衝撃結末】 （ラフ×ラフ公式YouTubeチャンネル）[7]

### イベント
- オダイバ!!超次元音楽祭フユフェス2024（2024年2月24日・25日、ぴあアリーナMM）
- マイナビTOKYO GIRLS COLLECTION 2024 SPRING/SUMMER（2024年3月2日、代々木第一体育館）[8]
- AGESTOCK2024（2024年3月3日、代々木第一体育館）
- ありさのオフ会（不定期開催、都内某所） - ファンと交流するオフ会イベント

### 雑誌
- BOMB 2024年3月号（2024年2月8日発売、ワン・パブリッシング）[9]

### ラジオ
- DJ Tomoaki's Radio Show!（下北FM、2024年2月1日）[10]